# Ciguli Miguli (1952.)
Ciguli Miguli, hrvatski dugometražni igrani film iz 1952. godine redatelja Branka Marjanovića i scenarista Jože Horvata.
Ohrabren promjenama u zemlji do kojih je došlo nakon raskola između Tita i Staljina, Horvat je u filmu ismijavao birokratizam sovjetskoga tipa kroz komičnu priču o nadobudnom komunističkom funkcionaru koji vođen ideologijom nastoji reformirati kulturni život u jednom gradiću. Ciguli Miguli je tako trebao postati prva filmska satira u poslijeratnoj jugoslavenskoj kinematografiji, ali politički vrh je doživio film kao napad na komunističku vlast, i zabranio ga.

## Radnja
Ivan Ivanović, funkcionar Komunističke partije, dolazi u provincijski gradić kao zamjenik odsutnog referenta za kulturu. Ivanović je fanatično revan u nastojanju da kulturni život gradića reformira u skladu sa socijalističkim idealima, pa ukida svih pet glazbenih društava, nastojeći ih objediniti u jedno, i daje nalog da se s gradskog trga ukloni spomenik slavnome pokojnom mjesnom skladatelju Ciguliju Miguliju jer nije politički podoban. Međutim, građani - a posebno omladina - ne prihvaćaju Ivanovićeve poteze i odlučno im se odupiru...

## Produkcija

### Razvoj
Prije nego što su započeli rad na filmu Ciguli Miguli, redatelj Branko Marjanović i scenarist Joža Horvat surađivali su na Zastavi (1949.), uspješnom i nagrađivanom socrealističkom ratnom filmu. Međutim, Horvat je nakon Zastave imao na umu sasvim drukčiji filmski projekt koji bi uzdrmao domaću javnost satiričnim prikazom birokratizma sovjetskoga tipa, u vjerovanju da će se val liberalizacije kulturnog života u zemlji koji je uslijedio nakon Titovog raskida sa Staljinom 1948. nastaviti snažnim demokratskim promjenama u samoj Komunističkoj partiji.
Marjanović je preuzeo Ciguli Miguli tek nakon što je Jadran film odbio njegov projekt Nikola Tesla. Kao neovisni građanski intelektualac, Marjanović nije bio idealan izbor za redatelja takvoga filma, ali smatralo se da su ugled i status Jože Horvata dovoljno jamstvo.

### Snimanje
Nakon opsežnih priprema, snimanje filma je započeto u kolovozu 1951. Iako je Ciguli Miguli bio znatno složeniji i zahtjevniji projekt od Zastave, snimanje je okončano za šest mjeseci - što se u tadašnjoj jugoslavenskoj kinematografiji smatralo uobičajenim - za razliku od kaotičnog snimanja Zastave koje se bilo protegnulo na čak petnaest mjeseci.
Marjanović je za snimatelja odabrao filmskog veterana Oktavijana Miletića, ali se zbog nesuglasica vrlo brzo s njime razišao, zamijenivši ga tada 25-godišnjim Nikolom Tanhoferom, snimateljem Zastave. Do još jednog sukoba došlo je između redatelja i Mate Relje koji je kao asistent režije napustio film pred kraj snimanja, da bi naknadno, u pismu upućenom Upravnom odboru Jadran filma, ustvrdio da je Marjanović kao čovjek "nemoguć" i "neugodan", a kao redatelj "smušen" i "izgubljen".

## Reakcije
Nakon internih projekcija za političku i kulturnu vrhušku u Zagrebu, odlučeno je da se filmu ne izda dozvola za javno prikazivanje. Uslijedila je žestoka medijska hajka protiv filma u Vjesniku koju su predvodili Frane Barbieri, glavni urednik Vjesnika, i Milutin Baltić, visoki dužnosnik Komunističke partije.
Politički vrh nije doživio karakterizaciju glavnog antagonista Ivana Ivanovića - čije ime i prezime nemaju slučajno ruski prizvuk - kao satiru staljinizma, ili kao kritiku izoliranih društvenih ekscesa, već kao otvoreni obračun s vlašću u cjelini. Ideološkim kritičarima nije se svidjelo što su voditelji glazbenih društava simpatični likovi, dok je Ivanović prikazan kao neotesani glupan, a posebno im je zasmetala scena u kojoj jedan od voditelja glazbenih društava pristaje da mu dućan bude nacionaliziran, da bi zatim ustanovio da u njemu cvjeta birokracija. Ulje na vatru dolijevale su pojedine rečenice iz filma ("Ak' je i za socijalizam, to je previše"), kao i spomenik Ciguliju Miguliju na gradskom trgu zagrađen daskama, što je Baltić shvatio kao aluziju na uklanjanje spomenika banu Jelačiću s tadašnjeg Trga Republike. Iako je Horvat još za snimanja predosjetio da bi s filmom mogao kasnije imati problema, pa je izmijenio scenarij i dodao u film neke scene, od toga nije bilo koristi: dopisane scene samo su dodatno razgnjevile kritičare. Film je razljutio i samoga Josipa Broza Tita, što je značilo da mu je sudbina bila zapečaćena.
Glavnina javnih kritika bila je usmjerena prema Joži Horvatu kao scenaristu i idejnom tvorcu filma, no ni na jedan od članaka koji su napadali film nije mu bilo dopušteno odgovoriti. Kada više nije mogao izdržati pritisak, Horvat je napustio zemlju i jedno je vrijeme živio u Parizu, a pisanju filmskih scenarija vratio se tek u šezdesetima.
S druge strane, za Marjanovićevu karijeru posljedice su bile znatno blaže, jer se na njega gledalo kao na pukog izvršitelja. Tijekom 1953. i 1954. nudio je prijedlog izmjena kako bi se film ipak mogao prikazivati, ali u Jadran filmu nije bilo interesa. Nakon što je njegov sljedeći film, Opsada (1956.), doživio neuspjeh, Marjanović je trajno napustio snimanje igranih filmova i posvetio se dokumentarcima o prirodi, ostvarivši u tom žanru svoje najveće dosege i priznanja.
Ciguli Miguli u bunkeru je proveo 25 godina, da bi na koncu bez velike pompe 30. travnja 1977. dobio dozvolu za javno prikazivanje. Godine 1989. prikazan je na televiziji, privukavši time nakratko medijsku pozornost. Godine 2011. film je digitalno restauriran u sklopu Projekta digitalne restauracije hrvatske audiovizualne baštine.